# Vaufrey
 Vaufrey  es una población y comuna francesa, en la región de Franco Condado, departamento de Doubs, en el distrito de Montbéliard y cantón de Saint-Hippolyte. Es fronteriza con Suiza.

## Demografía
| 244 | 235 | 157 | 156 | 157 | 162 |
| Para los censos de 1962 a 1999 la población legal corresponde a la población sin duplicidades (Fuente: INSEE [Consultar]) |     |     |     |     |     |